# Anemone hortensis
Anemone hortensis es una planta herbácea de la familia de las ranunculáceas.   

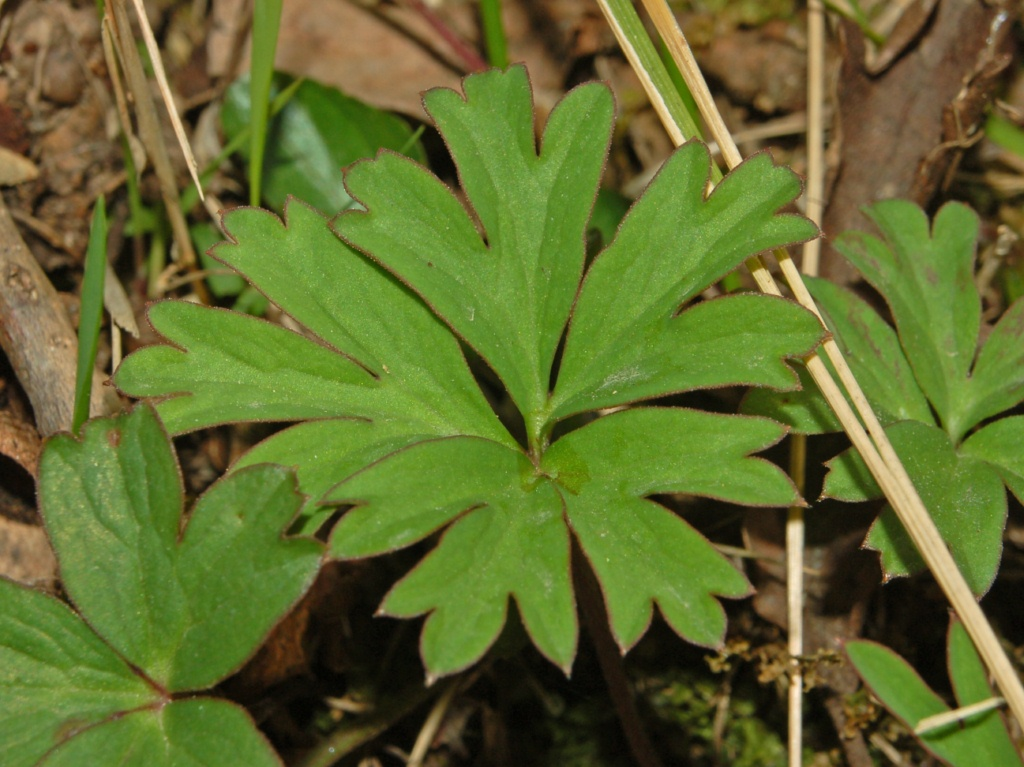
Detalle de las hojas

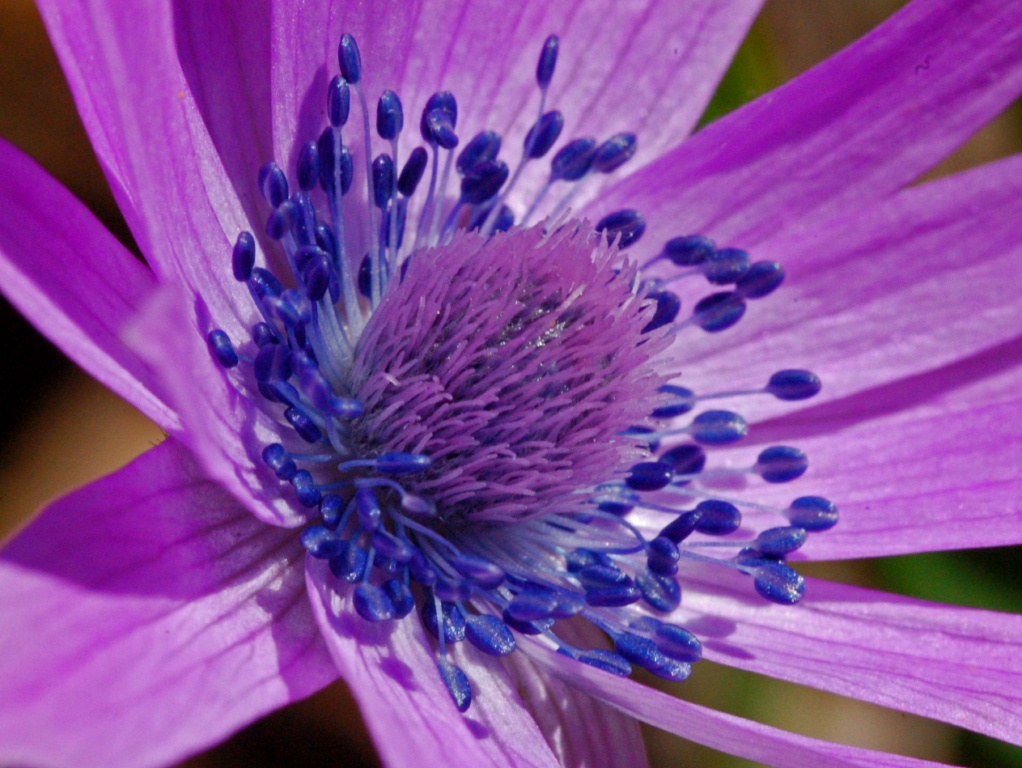
Detalle de la flor

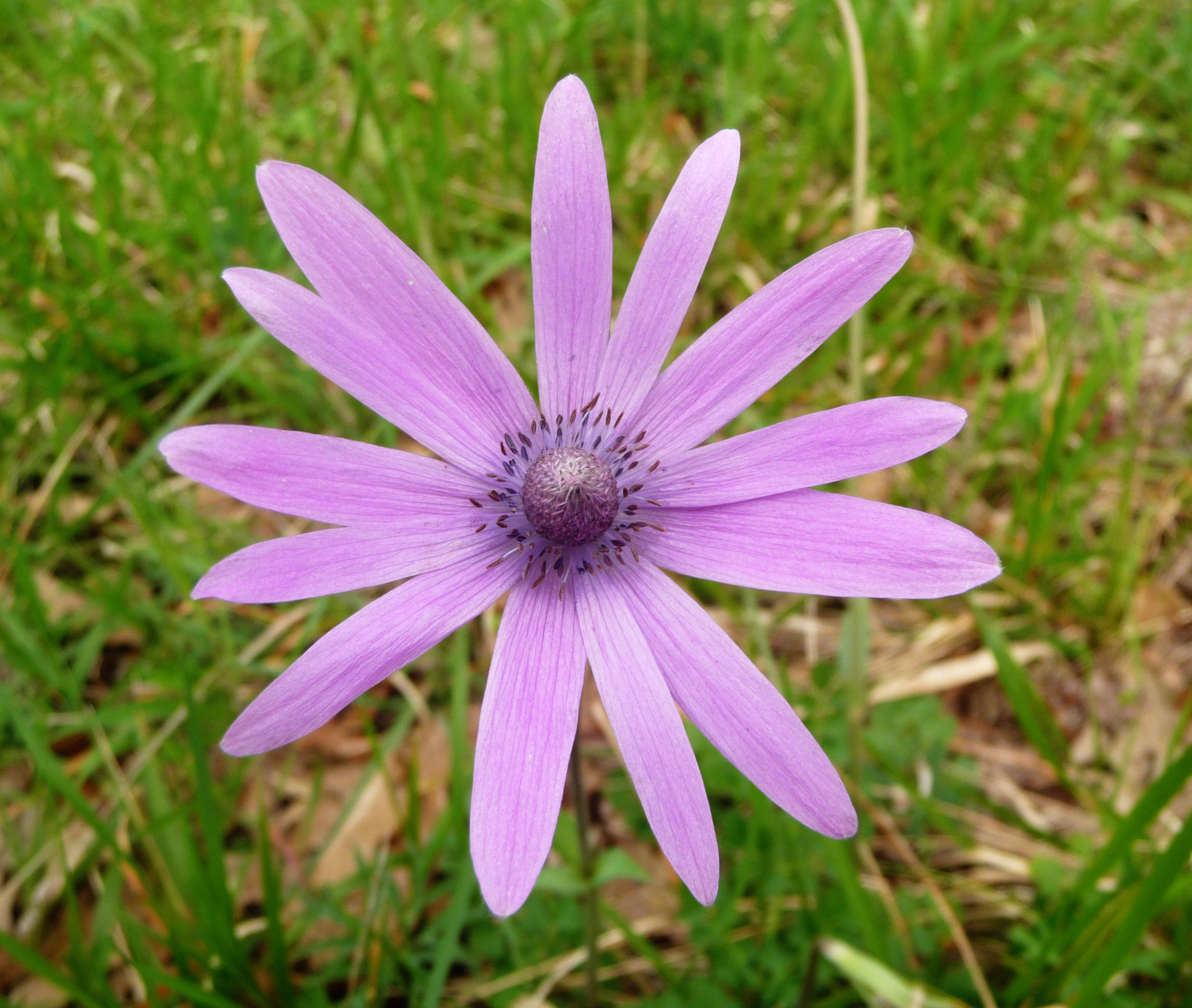
Flor

## Descripción
Anemone hortensis alcanza una altura media de 20-40 centímetros. El tallo es erecto y pubescente. Las hojas basales tienen un peciolo de 5-10 centímetros de largo y son palmeadas, con 3-5 lóbulos dentados. Las flores son solitarias y fragantes y varían en el color desde el blanco-azulado o malva al rojo-púrpura, con un diámetro de 3-6 centímetros. Tienen 12-20 pétalos lanceolados y agudos, con numerosos estambres azulados o violetas con las anteras azules. El período de floración se extiende de marzo a mayo. Esta planta es polinizada por el viento o dispersadas por animales.

## Distribución
Se encuentra en la Cuenca del Mediterráneo y se distribuye por Francia, Italia, Grecia, Albania, Serbia, Croacia y Macedonia.

## Taxonomía
Anemone hortensis, fue descrita  por Carlos Linneo y publicado en Species Plantarum 540, en el año 1753.
Etimología
El nombre del género Anemone viene del griego ἄνεμος (anemos, que significa viento), por una antigua leyenda que dice que las flores sólo se abren cuando sopla el viento. El epíteto de la especie en latín hortensis (deriva de hortus = huerto) se refiere a la facilidad con esta planta puede ser cultivada.
Sinonimia
- Anemone formosa E.D.Clarke
- Anemone fulgens J.Gay
- Anemone heldreichiana Gand.
- Anemone latifolia Bellardi ex Re
- Anemone lepida Jord.
- Anemone pavonina Lam.
- Anemone stellata Lam.
- Anemone variata Jord.
- Anemone versicolor Salisb.
- Pulsatilla versicolor Andrz. ex Rupr.[2]